# Тараксипп
Тараксипп («Ужас коней») — в древнегреческой мифологии — название круглого жертвенника на более длинной стороне гипподрома в Олимпии. Эта сторона гипподрома являлась искусственной насыпью — пустым погребальным холмом (кенотафом). Тараксиппа считали демоном (призраком), который пугает коней.

Одна сторона гипподрома длиннее, чем другая; на этой более длинной стороне, которая является насыпью, на пути по насыпи стоит Тараксипп (Ужас коней). Он имеет вид круглого жертвенника, и когда кони пробегают мимо него, то сильный страх охватывает их без всякой видимой причины, и от этого страха лошади приходят в смятение; колесницы обычно здесь разбиваются и возницы калечатся. И поэтому возницы приносят жертвы и молятся Танаксиппу, чтобы он был к ним милостив.

Существовало несколько мифов, связанных с искусственным холмом. Это либо могила Оления, местного уроженца и наездника; либо могила Дамеона, спутника Геракла; либо кенотаф Миртила; либо могила Эномая; либо могила Алкафоя (сына Порфаона); либо здесь была зарыта некая вещь, полученная Пелопом от Амфиона; либо название связано с прозвищем Посейдона Гиппия (Конного). Ликофрон считает Тараксипп могилой Исхена.
На гипподроме в Истме был свой Тараксипп, Главк — сын Сизифа принял смерть от лошадей (его загрызли кобылицы), во время легендарных погребальных игр устроенных аргонавтом Акастом в честь своего отца Пелия.

В Немее, в Аргосской области не было героя, который вредил коням, но скала, поднимающаяся у самого поворота ристалища, красного цвета, блестящая, как огонь, внушала страх лошадям: Тараксипп в Олимпии много зловреднее и гораздо больше пугает лошадей.